# Lil Pump
Gazzy Fabio García (Miami, Florida, 17 de agosto de 2000), conocido por su nombre artístico Lil Pump, es un rapero estadounidense. Es uno de los artistas más destacados en la escena del SoundCloud rap, además de su música minimalista y su personalidad pública hiperactiva. 
Nacido y criado en Miami, Florida, atrajo la atención del público general tras el lanzamiento de su sencillo Gucci Gang en el 2017, que alcanzó el número tres en el Billboard Hot 100 de EE. UU. y precedió a su álbum de estudio debut homónimo en octubre de ese año.
Saltó a la fama en 2017 por su canción «Gucci Gang», cuyo videoclip cuenta con más de mil millones de visualizaciones en YouTube. La canción alcanzó la posición número 3 en los Billboard Hot 100 y fue certificado cinco veces platino por la Recording Industry Association of America (RIAA). El 6 de octubre de 2017, lanzó su álbum de estudio debut, Lil Pump. El sencillo apareció en su álbum debut homónimo, que alcanzó el número 3 en el Billboard 200 de Estados Unidos. Desde entonces ha lanzado los exitosos sencillos: «I Love It» (con Kanye West y Adele Givens), «Esskeetit», «Drug Addicts», «Butterfly Doors», «Racks On Racks», «Be Like Me» (con Lil Wayne) y «Welcome To The Party» (con Diplo, French Montana y Zhavia Ward) de la banda sonora de la película Deadpool 2.
Su segundo álbum de estudio, Harverd Dropout (2019), alcanzó el número 7 en el Billboard 200 de Estados Unidos. Su tercer álbum de estudio, Lil Pump 2 (2023), fue lanzado con críticas en su mayoría positivas a pesar del tibio rendimiento comercial.

## Biografía

### Primeros años
Gazzy García nació el 17 de agosto de 2000 en Miami, Florida (Estados Unidos). En una entrevista en 2018 con el rapero J. Cole, García declaró que sus padres son colombianos, y se divorciaron cuando tenía seis años.
Cuando tenía 13 años, su primo le presentó a Omar Pineiro, Smokepurpp. Ambos se hicieron buenos amigos y colaboradores. Gazzy fue expulsado de varias escuelas del distrito. Finalmente, se matriculó en una escuela de oportunidades, pero fue expulsado en décimo grado debido a una pelea y por haber incitado un motín.

### Vida personal
García ha declarado, tanto en redes sociales como en sus letras musicales, que tiene dislexia.
Es fanático de los Miami Heat.
En julio de 2019, García pagó $ 4.6 millones por una mansión frente al mar de 5000 pies cuadrados en Miami Beach.
En su cuenta de Instagram, García confirmó que su padre falleció el 8 de abril de 2022.
En junio de 2024, García creó una criptomoneda que lleva su nombre. Luego se hizo un tatuaje en la frente para promocionar su criptomoneda.
En septiembre de 2024, García anunció una colección gratuita de NFT creada por el conocido artista de NFT Jeremy Ryan, llamada Pump y Trump, que representaba imágenes de García con Donald Trump. 

#### Política
El 26 de octubre de 2020, García respaldó la Campaña de Donald Trump en las elecciones presidenciales de Estados Unidos de 2020. Citó el plan fiscal de Joe Biden como el motivo de su postura. García ha publicado imágenes en las redes sociales con la gorra de béisbol de la campaña presidencial de Donald Trump, con el lema Make America Great Again. El 2 de noviembre Trump invitó a García a hablar en su mitin en Míchigan, a quien llamó erróneamente «Little Pimp». A pesar de este respaldo, más tarde se reveló que García ni siquiera era un votante registrado. Se reveló que García eliminó un tuit que escribió en 2016 diciendo «FUCK DONALD TRUMP» después de que se volviera viral en Twitter.
García ha continuado su apoyo a Trump en 2024. En agosto de ese año, como parte de la campaña presidencial de Trump para 2024, García anunció planes para realizar una canción de desprecio contra Kamala Harris en un mitin de Trump, aunque más tarde se retractó, anunciando que escribiría una canción en apoyo de Donald Trump en lugar de una canción de desprecio. Además, afirmó que se habría ido de Estados Unidos si Harris ganaba las elecciones presidenciales de Estados Unidos de 2024.

## Carrera musical

### 2016: Comienzo de carrera
La carrera de rap de García comenzó cuando Smokepurpp produjo una base y le pidió a García que improvisase sobre ella. El sencillo producido fue lanzado de manera independiente en 2016 en el sitio web de streaming de música SoundCloud como su sencillo debut, «Lil Pump». García publicó posteriormente los sencillos «Elementary», «Ignorant», «Gang Shit» y «Drum $tick», cada uno con más de tres millones de reproducciones. El éxito de las pistas de García en SoundCloud le valió el reconocimiento entre la escena de rap underground del sur de Florida, en un estilo conocido como SoundCloud rap. García co-encabezó la gira No Jumper en 2016, y también actuó en el Festival Rolling Loud. Mientras aumentaba en popularidad y lanzaba éxitos underground, García también conocería a otros raperos como XXXTentacion, Ski Mask the Slump God, Fat Nick y Pouya.

### 2017: Aumento de la popularidad y álbumLil Pump
Comenzó 2017 lanzando los sencillos «D Rose» y «Boss», éxitos importantes en SoundCloud que recolecto un total combinado de 70 millones de transmisiones. La popularidad de D Rose llevó a un video musical producido por el director de Chicago Cole Bennett, también conocido como Lyrical Lemonade. El videoclip fue lanzado en YouTube el 30 de enero de 2017 y logró 106 millones de visitas a partir de diciembre de 2017. El 9 de junio de 2017 firmó un contrato discográfico con Tha Lights Global y Warner Records, solo dos meses antes de cumplir 17 años. En julio de ese mismo año, García anunció en Twitter que su álbum debut estaba se lanzaría en agosto. Sin embargo, el álbum fue rechazado. En su lugar lanzó la canción «Gucci Gang», que se convirtió en su primera entrada de Billboard Hot 100. Con él alcanzó el tercer puesto el 8 de noviembre de 2017.
El 6 de octubre de 2017 lanzó su álbum debut de estudio, Lil Pump, con Smokepurpp, Gucci Mane, Lil Yachty, Chief Keef, Rick Ross y 2 Chainz.

### 2018–2019: Harverd Dropout

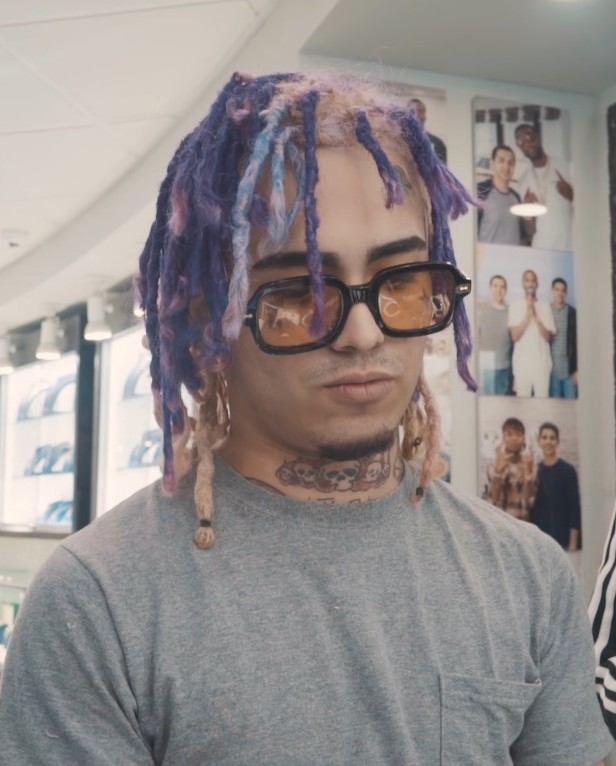
García en 2018

En enero de 2018 el contrato con Warner Records fue anulado, debido a su minoría de edad en el momento de la firma. Lanzó «I Shyne» el 18 de enero de 2018 con el productor Carnage. Tras los saberse que García había dejado Warner Records y el contrato había sido anulado por ser él menor de edad cuando firmó, García recibió ofertas de contrato de hasta 8 millones de dólares. a $12 millones o más, y raperos como Gucci Mane y DJ Khaled se interesaron por él. Se rumoreó que había firmado con la discografía de Gucci Mane, 1017 Records, en febrero de 2018. Sin embargo, volvió a firmar otro contrato con Tha Lights Global y Warner Records por $8 millones el 12 de marzo.
El 13 de abril de 2018, García lanzó el sencillo «Esskeetit», que debutó y alcanzó el número 24 en el Billboard Hot 100. El 24 de mayo de 2018, García interpretó Esskeetit en The Tonight Show Starring Jimmy Fallon el 24 de mayo. En junio, apareció en XXL Freshmen Class. En julio de ese año, lanzó el sencillo «Drug Addicts» junto con un video musical que presenta al actor Charlie Sheen.
El 7 de septiembre de 2018, García colaboró con Kanye West y la comediante Adele Givens para la canción «I Love It». La canción fue directamente al número 1 en el Canadian Hot 100.

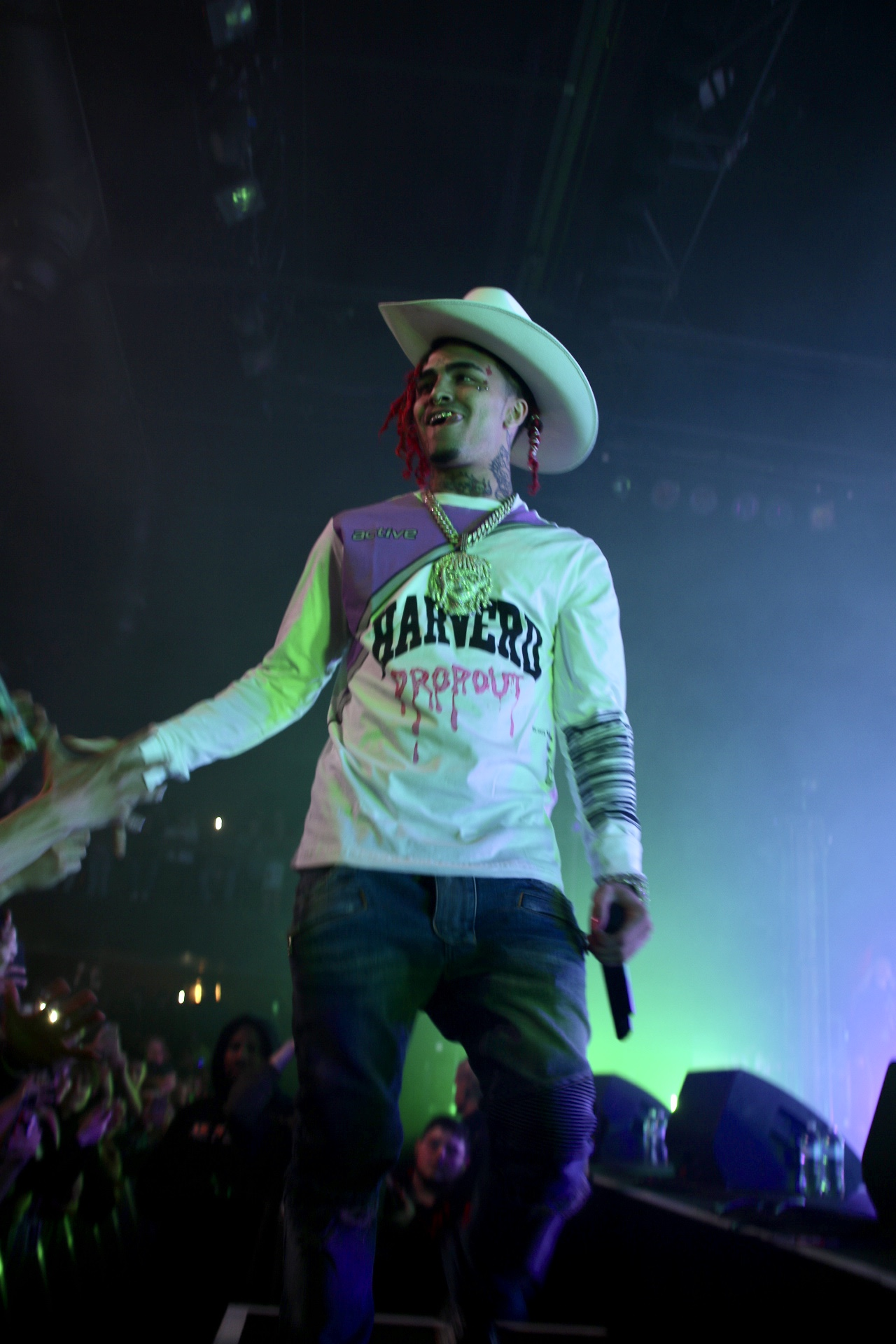
Lil Pump durante el Harverd Dropout Tour, en 2019.

García anunció en agosto de 2018 una gira para promocionar su álbum inédito Harverd Dropout, pero fue cancelada un mes después debido a circunstancias imprevistas. Lanzó «Multi Millionaire» el 5 de octubre como sencillo con Lil Uzi Vert.
El 25 de octubre, el productor de Dubstep, Skrillex lanzó la canción «Arms Around You», que es una colaboración que hizo con García, Maluma, Swae Lee y voces póstumas de XXXTentacion.
El 16 de diciembre de 2018, García fue acusado de ser racista hacia los asiáticos después de ver un fragmento de su nueva canción «Butterfly Doors»; la letra contenía estereotipos asiáticos e insultos como «Ching chong y me llaman Yao Ming porque mis ojos están muy bajos», la letra en la que, García burlonamente retira los ojos. Esto causó una buena cantidad de cobertura de prensa negativa y causó que los raperos chinos lanzaran pistas de diss en su contra. El 24 de diciembre, subió un video de disculpa en Instagram sobre el incidente y luego lanzó el sencillo con la letra ofensiva editada.
El 21 de febrero de 2019, García lanzó la canción «Be Like Me» con Lil Wayne. Un video musical con ambos artistas también fue lanzado. Interpretó Be Like Me en Jimmy Kimmel Live! El 22 de febrero, lanzó su segundo álbum Harverd Dropout, con Kanye West, Lil Wayne, Offset, Quavo, Smokepurpp, Lil Uzi Vert, 2 Chainz y YG. En el mismo año, apareció en la lista de Forbes Lista de menores de 30 años.

### 2020–2022: Emprendimientos posteriores y No Name
El 13 de febrero de 2020, García declaró en su historia de Instagram «Ya terminé de hacer música, dejé ...»; No dio más detalles. Sin embargo, días después dijo en la misma plataforma, «Todos pensaron que renuncié, perra, estoy de vuelta», y anticipó una nueva canción. También anunció que Lil Pump 2 era el título de su próximo álbum.
El 16 de septiembre de 2020, García lanzó un nuevo sencillo «Life Like Me» en su cuenta de SoundCloud. La canción fue vista previa por primera vez en 2018. Más tarde ese mismo año, García lanzó varias exclusivas en SoundCloud, incluyendo «Lil Pimp Big MAGA Steppin» y «I'monna».
En marzo de 2021, García se asoció con el mercado NFT Sweet para lanzar una colección especial de NFT que incluye joyas digitales y tarjetas coleccionables Lil Pump.
El 12 de agosto de 2021, se lanzó «Racks to the Ceiling», con el rapero canadiense Tory Lanez. El 14 de diciembre de 2021, García y el productor Ronny J lanzaron silenciosamente un nuevo Mixtape titulado No Name. A diferencia del lanzamiento anterior de Garica, Harverd Dropout, el nuevo álbum nunca fue mencionado en las redes sociales, lo que lo llevó a convertirse en un fracaso comercial.

### 2022–presente: Lil Pump 2
El 12 de abril de 2022, García lanzó el sencillo principal de Lil Pump 2, «All The Sudden». Lanzó 4 sencillos más para el álbum después de eso, «Splurgin», «Mosh Pit», «She Know» y «Tesla».
En marzo de 2023, Pump anunciaría la portada y la lista de canciones de su tan esperado segundo álbum de estudio Lil Pump 2, que cuenta con apariciones especiales de Smokepurpp, YoungBoy Never Broke Again, Ty Dolla Sign, entre otros. El álbum fue lanzado el 17 de marzo. A pesar de recibir más promoción en las redes sociales, el álbum fue otro fracaso comercial con el álbum no llegando a ninguna lista. La versión deluxe de Lil Pump 2, fue lanzada el 15 de septiembre de 2023, conteniendo nuevas canciones: «6 Rings», «Glow in the Dark», «I Sell» y «Rick Rubin».

## Asuntos legales
El 15 de febrero de 2018, García fue detenido por disparar un arma en un lugar habitado. Según su gerente, tres hombres intentaron entrar a su casa en el Valle de San Fernando alrededor de las 4:00 p. m. antes de disparar contra la puerta. La policía descubrió que la bala pudo haber venido del interior de la casa, regresando más tarde con una orden de registro antes de encontrar una pistola descargada debajo del balcón con municiones en otra parte de la residencia. Posteriormente, la madre de García fue investigada por poner en peligro a un menor y tener un arma de fuego sin asegurar en la casa.
El 29 de agosto de 2018, García fue arrestado por conducir sin licencia en Miami. El 3 de septiembre anunció que iría a la cárcel por 'unos meses' por una violación de la libertad condicional derivada del arresto. Sin embargo, apareció en el programa de televisión estadounidense en vivo Saturday Night Live el 29 de septiembre.  El manager de García le dijo a Billboard en octubre de 2018 que el rapero había cumplido una sentencia de prisión, pero no dio más detalles.
El 4 de diciembre de 2018, García fue arrestado por la policía danesa después de una actuación en Vega, Copenhague, por posesión de marihuana; fue multado con $700-800. Más tarde se transmitió en vivo moviendo su dedo medio a un oficial de policía mientras estaba detenido. Posteriormente se le prohibió la entrada al país durante dos años.
El 13 de diciembre de 2018, García fue arrestado en un aeropuerto de Miami por alteración del orden público cuando estaba a punto de despegar en un vuelo; La seguridad quería registrar el equipaje de García en busca de cannabis, pero García insistió en que no tenía. Si bien no se encontraron drogas, durante el encuentro con la policía, García se enojó y comenzó a discutir en voz alta con los empleados de seguridad. Posteriormente fue detenido.
En diciembre de 2020, durante la pandemia de COVID-19, se le prohibió usar JetBlue después de negarse a usar una máscara en un vuelo de Fort Lauderdale a Los Ángeles.
En noviembre de 2021, el IRS presentó un gravamen sobre su casa en Miami por impuestos no pagados por un monto de $1.6 millones.

## Discografía
| Álbumes de estudio - 2017: Lil Pump - 2019: Harverd Dropout - 2023: Lil Pump 2 | Mixtapes - 2021: No Name |

## Premios y nominaciones
| Premio                   | Año  | Categoría                      | Nominado     | Resultado | Ref.   |
| ------------------------ | ---- | ------------------------------ | ------------ | --------- | ------ |
| Billboard Music Awards   | 2018 | Mejor canción de transmisión   | «Gucci Gang» | Nominado  | [ 86 ] |
| MTV Video Music Awards   | 2018 | Mejor Artista Nuevo            | Él mismo     | Nominado  | [ 87 ] |
| MTV Video Music Awards   | 2019 | Mejor Dirección de Arte        | «I Love It»  | Nominado  | [ 88 ] |
| IHeartRadio Music Awards | 2019 | Mejor Nuevo Artista de Hip-hop | Él mismo     | Nominado  | [ 89 ] |

### Redes sociales
- Lil Pump en X (antes Twitter)
- Lil Pump en TikTok
- Lil Pump en Facebook
- Lil Pump en SoundCloud
- Lil Pump en Instagram
- Lil Pump en Spotify
- Lil Pump en Snapchat
- Lil Pump en YouTube.

- Datos: Q38002101
- Multimedia: Lil Pump / Q38002101